# Caspar Schoppe

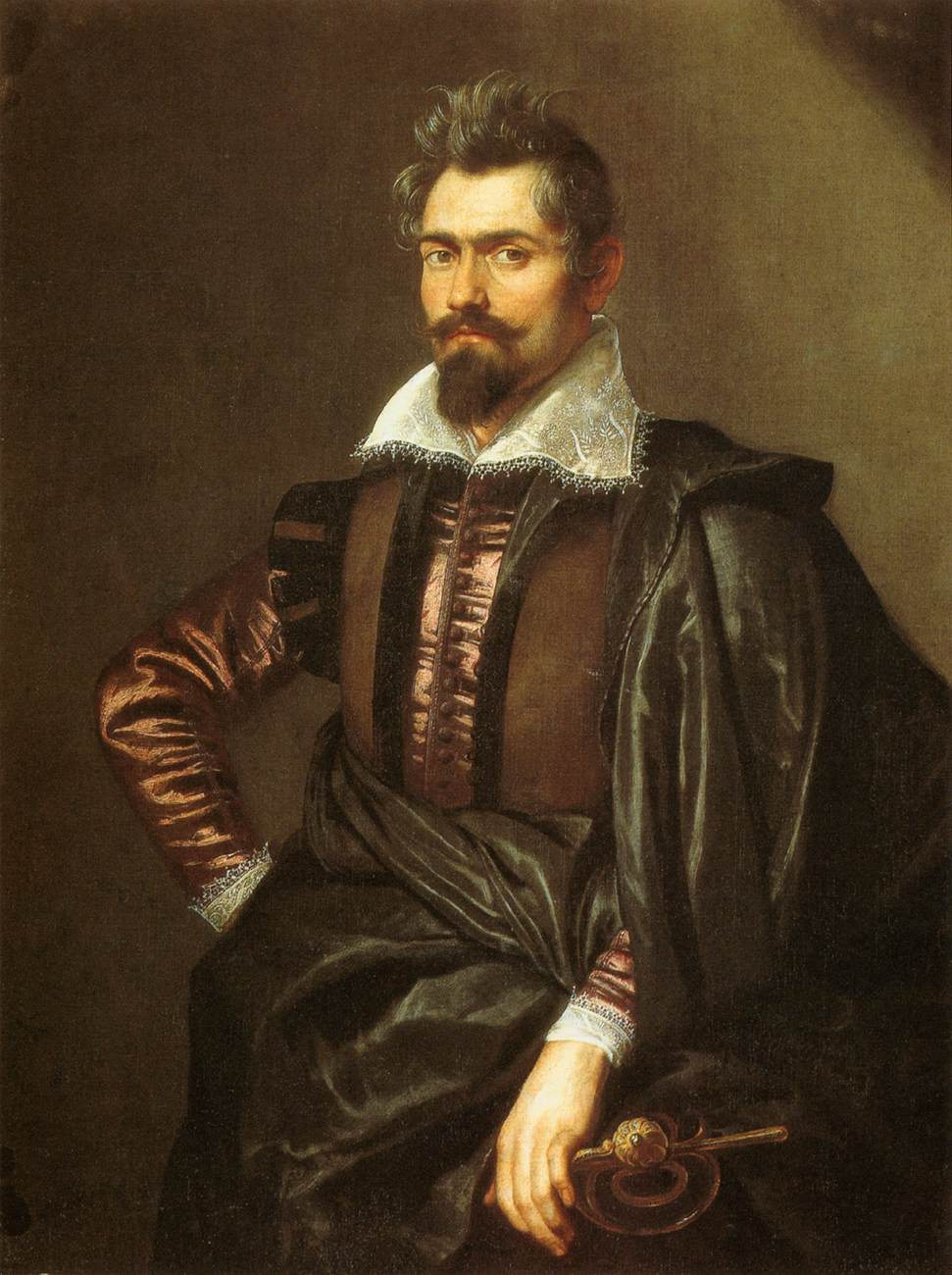
Porträt des Kaspar Schoppe von Peter Paul Rubens

Caspar Schoppe (* 27. Mai 1576 in Pappenberg; † 19. November 1649 in Padua) war ein Philologe, Philosoph und Publizist der Gegenreformation.

## Leben
Einer der heftigsten deutschen Propagandisten der katholischen Gegenreformation war Sohn eines evangelischen Amtmanns. Er begann sein Universitätsstudium auf dem Gebiet der klassischen Philologie 1593 in Heidelberg und 1594 in Altdorf bei Nürnberg. 1595 studierte er an der Jesuitenakademie Ingolstadt, wo er im Alter von 19 Jahren sein Verisimilium veröffentlichte, das von Joseph Justus Scaliger hohes Lob erhielt. Wieder in Altdorf, legte er 1596 weitere philologische Werke im Druck vor. 1597 war er in Verona und Prag, wo er zum Katholizismus konvertierte. Im Gefolge eines kaiserlichen Gesandten gelangte er 1598 nach Rom, wurde dort schnell heimisch und fand einen neuen Kreis von Freunden, darunter mehrere Päpste.
Durch seine Konversion verlor er alle Bewunderer jenseits der Alpen, darunter Kaspar von Barth, Daniel Heinsius und Scaliger, die er nunmehr angriff. Die Reputation des hoch angesehenen Scaliger konnte er kurz vor dessen Tod nachhaltig beschädigen, indem er aufzeigen konnte, dass in dessen Epistola de vetustate et splendore gentis Scaligerae et JC Scaligeri vita die auf den Vater Julius Caesar Scaliger zurückgehende und kritiklos übernommene Familiengenealogie der Scaligers in weiten Teilen gefälscht war. Schoppe rühmte sich schließlich damit, Scaliger getötet zu haben. Im Auftrag mehrerer römischer Förderer betätigte er sich als redegewandter Polemiker. Mit dem Eifer des Konvertiten attackierte er die Calvinisten, als Vertreter der päpstlichen Sache griff er die Jesuiten an, auch Einzelpersonen wie die Könige Heinrich IV. von Frankreich und James I. von England waren vor seinen beißenden Angriffen nicht sicher. James ließ ihn in effigie hinrichten.
Aus Furcht vor der wachsenden Zahl seiner Feinde in Deutschland ging er 1617 nach Mailand, von wo aus er das kriegshetzerische Classicum belli sacri (Kriegstrompete zum Heiligen Krieg) veröffentlichte, in dem er zum totalen Krieg gegen die Protestanten aufrief.  Das Resultat waren zahllose Gegenschriften, darunter Matthias Berneggers Tuba pacis (Friedensposaune). Die ersten zwölf Jahre des von ihm angeregten Kriegs verbrachte er deshalb vorsichtshalber im Ausland. Durch seine Polemik im Dienste verschiedener Herren verscherzte er sich zuletzt auch die katholischen Gönner, weshalb er sich in steter Angst vor seinen zahlreichen Feinden ab 1636 in Padua gänzlich zurückzog.

## Ausgaben
- Klaus Jaitner (Hrsg.): Kaspar Schoppe: Autobiographische Texte und Briefe. C. H. Beck, München 2004–2012
  - Band 1: Philotheca Scioppiana. Eine frühneuzeitliche Autobiographie 1576–1630. 2 Teilbände, 2004
  - Band 2: Briefe. 5 Teilbände, 2012